# Michele Moro
Michele Moro (né le 18 juillet 1965 à Bassano del Grappa) est un coureur cycliste italien. Il est professionnel de 1987 à 1993.

## Biographie
Michele Merlo commence le cyclisme en 1981.

## Palmarès

### Palmarès amateur
- 1983
  - Schio-Ossario del Pasubio
- 1985
  - Bologna-Passo della Raticosa
  - Bassano-Monte Grappa
- 1986
  - Bassano-Monte Grappa
  - Tour de Vénétie et des Dolomites :
    - Classement général
    - 2 étapes

  - 3e du Trofeo Alcide Degasperi

### Palmarès professionnel
- 1989
  - 6e étape de la Semaine sicilienne
  - Trofeo dello Scalatore :
    - Classement général
    - 2e épreuve

  - 3e du Tour d'Ombrie
- 1990
  - 3e étape du Tour d'Ombrie
- 1991
  - 2e du Tour d'Ombrie
  - 3e du Trofeo dello Scalatore

## Résultats sur les grands tours

### Tour d'Italie
7 participations
- 1987 : abandon (8e étape)
- 1988 : 59e
- 1989 : abandon (11e étape)
- 1990 : abandon (9e étape)
- 1991 : 24e
- 1992 : 61e
- 1993 : 128e